# دهستان دنباله‌رود جنوبی
دهستان دنباله‌رود جنوبی، یکی از دهستان‌های بخش قارون شهرستان دزپارت در استان خوزستان ایران است. مرکز این دهستان، روستای برآفتاب فاضل است.

## جمعیت
بر پایه سرشماری عمومی نفوس و مسکن در سال ۱۳۹۵، جمعیت دهستان دنباله‌رود جنوبی برابر با ۳٬۷۴۳ نفر بوده است.